# 鳥羽街道
鳥羽街道（とばかいどう）は、京都の羅城門跡（京都市南区）から鳥羽を通り淀（京都市伏見区）へと至る街道である。淀からは大坂へと通じる道が続いており、京街道、大坂街道とも呼ばれた。

## 歴史
平安京造営にあたり、平安京の玄関口である羅城門（羅生門）から真っ直ぐ南下していた計画道路である鳥羽作り道（とばつくりみち）に端を発する。
なお、この鳥羽作り道の久我森ノ宮から山崎へ南西方向に直線的に進んでいた道が久我畷（こがなわて）である。
鳥羽作り道は桂川河畔の草津湊を経て、巨椋池岸の納所（のうそ）へとつながっており、水上交通との接点となっていた。ここが納所と呼ばれるのは、平安京へ運ぶ物資の倉庫であったことに由来すると言われる。
また、鴨川と桂川に隣接している。これらの河道が大きく変化したことによって、最初は直線であった道も時代が経つにつれて次第に蛇行するようになった。
豊臣秀吉は伏見城築城にあわせて、巨椋池に堤をめぐらせ交通体系を整備したが、このとき、現在の下鳥羽・納所間の桂川左岸に堤を築き、現在の鳥羽街道のルートを開いた。
また、伏見からの淀堤（文禄堤）の道と納所で合流し宇治川（淀小橋）を渡り、淀城下を経て、木津川（淀大橋）を渡り淀川左岸に沿って大坂へ向かうという道が開かれた。
そのため、この道は江戸時代において、京都へ向かう道であることから「京街道」や、大阪へ向かう道であることから「大坂街道」とも呼ばれていた。物資の運搬のため、東海道三条街道や竹田街道と同様に車石が敷設されていた。
幕末の慶応4年（1868年）、鳥羽街道の小枝橋付近で起こった新政府軍と幕府軍との間での衝突によって、鳥羽・伏見の戦いが起こり、沿道は戦いの場となった。
近代になると、昭和8年（1933年）に鳥羽街道と並行する旧京阪国道（京都府道・大阪府道13号京都守口線）が竣工し、京都・大阪間の主要交通道路の座を譲ることとなった。また、現在の国道1号（京阪国道）である枚方バイパスは、昭和33年（1958年）に着工、昭和41年（1966年）に完成している。

## 道のり・沿道
羅城門を南に下ったあと、下鳥羽（現在の京都南I.C.付近）で鴨川を渡り、鴨川（途中で桂川に合流）の堤防沿いに淀（京都市伏見区）の納所交差点まで結ぶ。現在の千本通（九条以南）である。
小枝橋の東側には鳥羽離宮の跡がある。鳥羽離宮は11世紀に白河上皇によって造営され、院政を行った場である。隣接する城南宮は鎮守社でありほぼ同時期に建設された。
中島村・下鳥羽村・横大路村の辺りでは平安時代から都へ物資を運ぶ川湊として発展した草津湊につながっていた。
また、横大路付近には足利将軍の家臣であった横大路被官の居城である横大路城などが存在したとされる。

## 草津湊
草津湊は、平安時代明治時代の初めごろまで、現在の京都市伏見区横大路付近の桂川左岸にあった川の湊である。 

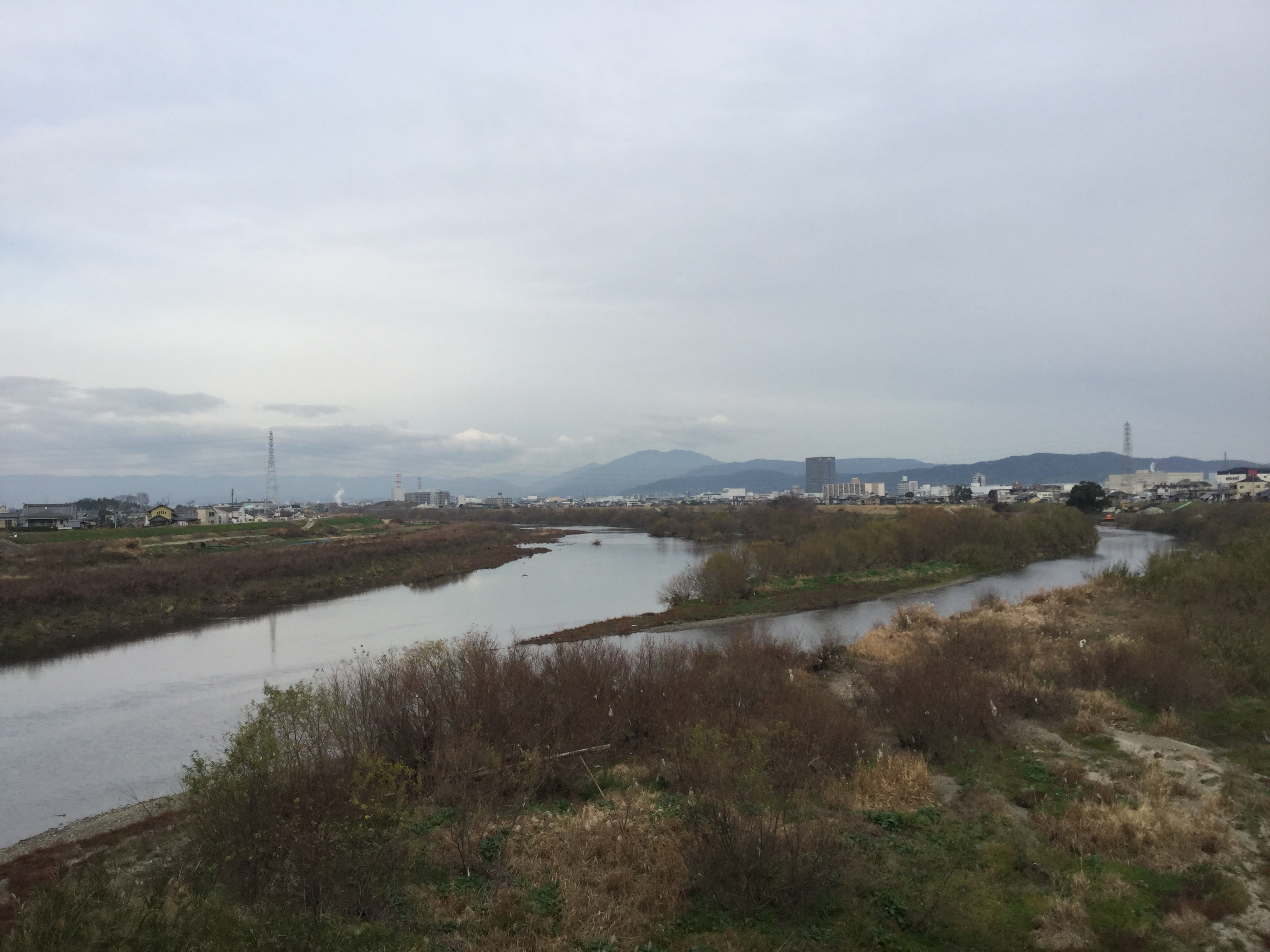
草津湊の風景

草津湊は平安時代から都へ物資を運ぶ湊として発展していた。平安時代の草津湊の場所は中島村・下鳥羽村・横大路村の辺りにあったとされているが、場所は特定できない。その理由は、洪水や、宇治川・桂川等による河川改修で、河川の流路が大きく変わり、湊の痕跡がなくなったからであると考えている。草津湊の名前は、現在の伏見区横大路草津町に引き継がれている。江戸時代、草津湊には、大阪より百石舟が出入りしていて、物資はここで舟に踏み替えり、陸揚げされた。これより上流は鴨川が浅くなり、百石舟が上げられなかったためと考えられている。草津湊には、大阪・和歌山・四国から生魚・米・豆・雑穀・材木などが陸揚げされ、生魚は草津湊の浜問屋で取り引きされ、走りとよばれた仲仕によって京の都へ運ばれた。
菅原道真が九州太宰府に流された時や藤原道長が宇治の別荘に出かけた時、崇徳上皇が讃岐国に流された時や高倉上皇が厳島神社参拝した時、建礼門院・後白河院ほか平家一門などが福原遷都で移った時、法然上人が讃岐国に流された時なども草津湊から乗船したと考えてられている。また、おとぎ話のお伽草紙も京の都に上る時に、お椀の船が着いたのも草津湊と言われている。
江戸時代前期の寛文地震で二条条の石垣が崩れ、修繕のために各地から大石が運ばれた。その際、何らかの理由で桂川に沈んでいた7つの大石が引き上げられ、「草津みなと残念石」と命名された。
明治10年の京都神戸間の鉄道開通によって草津湊や魚市場は衰退した。

## 魚魂碑
江戸時代に、現在の京都市伏見区横大路に魚市場があったことを示す石碑。
草津湊は、平安時代から旅人やさまざまな物資の輸送に利用されていたが、魚市場は豊臣秀吉の時代から、明治10年に神戸・京都間に鉄道が開通が開通するまで、約300年間賑わっていた。瀬戸内・四国・和歌山方面から魚を積んだ大型の曳き船は、淀川・桂川をさかのぼり草津湊で荷揚げされた。荷揚げされた生魚は、走りとよばれる仲仕によって京の都に運ばれた。このことは魚や野菜の初物を「走り」とよぶ語源とされている。夏の京都を代表する食材に鱧があるが、鱧は生命の強い魚なので、夏も生きたままで京都に届けられ珍重された。
明治10年の鉄道開通後、草津湊が衰退したことから、魚市場は1888年に京都の七条の京都駅に付近に移転したが、大正8年（1919年）に、魚市場があったことを示す記念碑が、魚市場運営の中心であった大橋家により建設された。その後、台風で倒壊したが、昭和60年（1985年）に京都水産物小売工業組合の有志により再建され、「魚魂」の文字が付加されている。
魚市場・草津湊があった。伏見区 横大路の地元では、鱧が運ばれたルートを鱧街道と命名し横大路まちづくりフェティバルとして、毎年秋に「桂川・草津湊はも街道まつり」を開催している。
所在地：京都市伏見区横大路、羽束師橋下流50m
アクセス：京都電鉄中書島駅より市バス22 横大路車庫下車、徒歩10分

## 横大路城

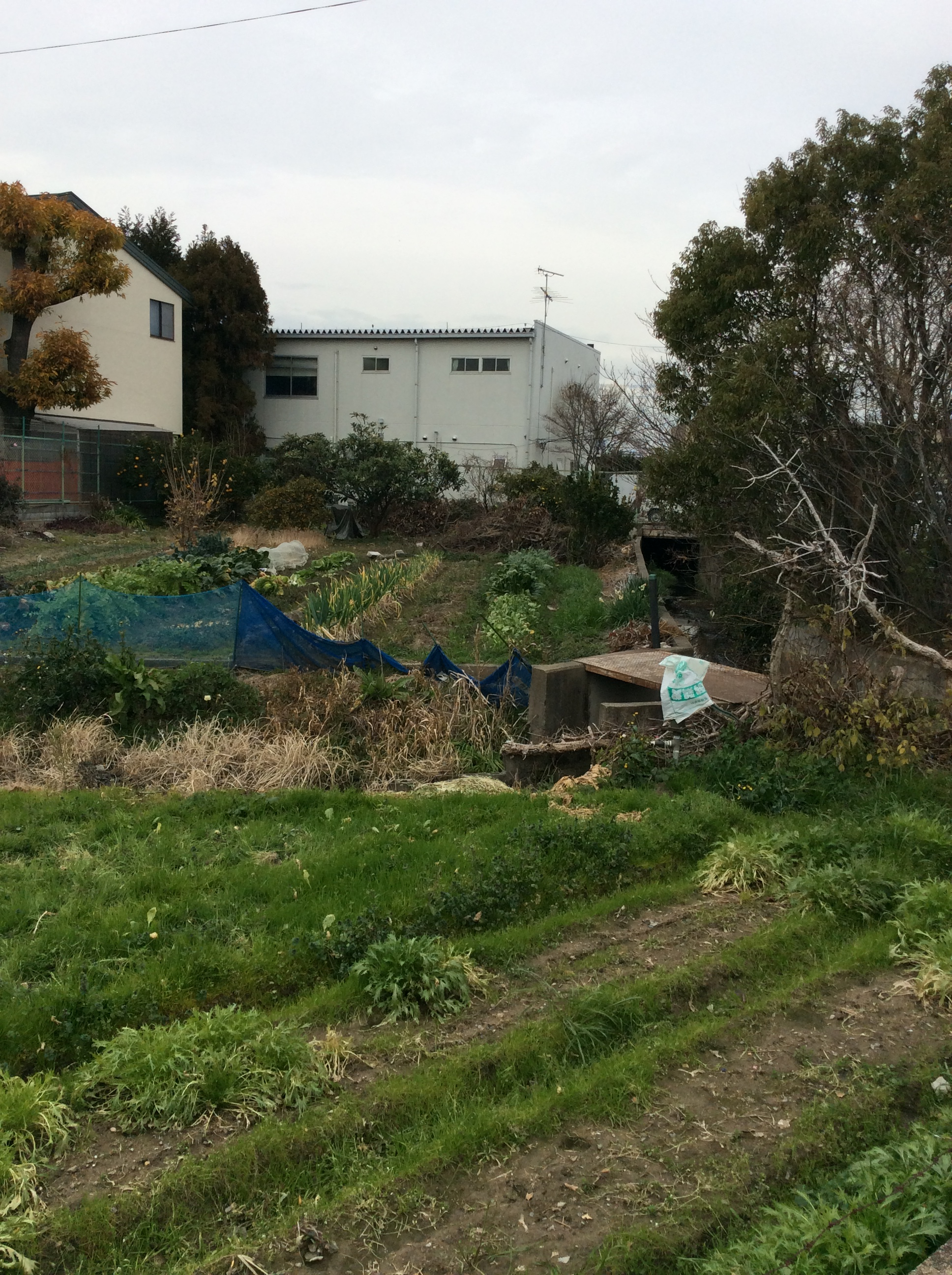
横大路城跡

横大路城は中世の室町時代から戦国時代にかけて、足利将軍の家臣であった横大路被官の1人の居城である。
横大路城は桂川東岸に位置し、水上交通の要衝に築かれた。近隣の下三栖城・富ノ森城などとともに、室町幕府の足利将軍の家臣である横大路衆の1人の居城である。
地元では、城主の名前は小川丹波守であり、その子孫が昭和30年頃、隣接の京都市伏見区淀で医者をしているという伝承があった。
城跡は、式内社の柿ノ本社との伝承がある飛鳥田神社に北接している。城域にはL字状の水路があり、西側には池状の窪地があり、堀の痕跡の可能性がある。城域の内側は周囲に比べてやや高くなっている。城域は、現在、市街地化が進行しており、横大路保育園（横大路こども園）・宅地・工場用地となっている。
所在地：京都市伏見区横大路柿ノ本町
アクセス：京阪電鉄中書島駅より市バスで横大路車庫下車、徒歩約8分